# Wktkの枠
wktkの枠（ワクテカのわく）は、2012年4月8日から2016年9月25日まで放送されたJFN制作のラジオ番組である。正式な番組名は『FM深夜バラエティー wktkの枠』（エフエムしんやバラエティー ワクテカのわく）。放送回数は全234回。

## 概要
ニコニコ動画との同時生放送を実施しており、ラジオでの生放送終了後、ニコニコ動画では『wktkの後枠』（わくてかのあとわく）のタイトルで引き続き生放送を行っていた。
JFNの土曜深夜の番組が生放送になるのは、2003年から2009年にかけて放送されていた『WORLD MUSIX LIVE FROM N.Y.→ライブフロムニューヨーク・ワールドミュージックスビンテージ』以来、3年ぶりとなった。
ゲストにはアニソンシンガーや声優が登場することが多く、アニラジに近い構成でもある。
エンディングでの挨拶は「おつぬぽー」。

## パーソナリティ
JFN系列の放送局の番組表での表示はニコニコファミリー。
- 二宮係長

過去のパーソナリティ
- 百花繚乱（旅立ちであり、卒業ではない）

## 放送時間
日曜 0:00 - 2:00（土曜深夜）
- 番組開始から1年間（2012年度）は、0:55までの放送。
- 2013年4月から放送時間を2:00まで拡大（前述の『WORLD MUSIX』と同じ2時間番組としては4年ぶりとなる）。以降、フルネット局では0:55から5分間、各局毎にミニ番組が内包される。

## ネット局
フルネット
- エフエム青森（番組開始から2014年6月までは0時台のみネット）
- FMぐんま
- HELLO FIVE
- FM福井
- FM GIFU
- V-air
- 岡山エフエム放送
- FMY
- エフエム徳島
- JOY FM
- μFM

0時台のみネット
- エフエム香川
- Air-Radio FM88

1時台のみネット
- Rhythm Station（2014年7月ネット開始）
- エフエム秋田（2015年9月から2016年3月にかけてはネット休止）
- FMとやま
- レディオキューブ FM三重
- Hi Six
- FMS
- エフエム沖縄（2015年10月ネット開始）

### 過去にネットしていた放送局
- RADIO BERRY（2013年4月から2014年3月にかけて1時台を放送）
- FM-NIIGATA（2014年12月まで）
- FM Nagasaki（2015年9月まで）
- e-radio（2016年3月まで）
- ふくしまFM（2014年7月から2016年3月にかけて1時台を放送）

## 主なコーナー
- 教えて!インターネット君

リスナーが、インターネットを擬人化した「インターネット君」に扮しメールを送り、様々な情報を発信するコーナー。
メールの書き出しは、「僕、インターネット君」で始める。
- 百花繚乱のそれでもウマいことがいいた〜い

パーソナリティの百花繚乱にお題を送り、そのお題で百花繚乱にウマいことを言わせるコーナー。
スタッフが判定し、ウマいと判断されたら「ウマい！」のボイスが、ウマくないと判断されたら鐘のSEが鳴る。
ウマいことを言わせられたリスナーにはプレゼントが贈られる。
百花繚乱がウマいことを言えなかった場合、スタッフにしっぺをされる。
- 森本係長の深夜の読み聞かせ

森本レオに扮した二宮係長が、リスナーから送られてきた3行程度の文章を読み聞かせるコーナー。
コーナーの冒頭に、「第◯◯話」と、『きかんしゃトーマス』のタイトルを言うお約束がある。
アーティストがゲストの回には、「森本係長の歌詞の読み聞かせ」とタイトルを変え、ゲストの曲の歌詞の読み聞かせを行う。
- ボカリク（ボカロリクエスト）

リスナーからのVOCALOID曲のリクエストを募集するコーナー。
アニメの主題歌等、VOCALOID以外の曲のリクエストの場合、コーナー名が「ワクテカリクエスト」に変更される。
- ウけるコーナー（仮）
- 百花歌う繚乱の電波ーネットカラオケマン

百花繚乱扮する百花歌う繚乱が、リスナーから送られたリクエストに応え、生歌を歌うコーナー。
リスナーはメールを送る際、リクエスト曲、その曲を歌って欲しい理由、電話番号の三点を記載する必要がある。
- ワクテカ妖怪ウォッチング

リスナーから送られて来た妖怪不祥事案件を紹介し、困ったことは全て妖怪のせいにしてしまおうというコーナー。
コーナーの冒頭で、百花繚乱が『妖怪ウォッチ』に関する情報を紹介するお約束がある。
- MNB（MaNaBu）プロジェクト

リスナーが学んだこと（＝MNB）を紹介するコーナー。
- ヲタ繚乱のデュフフ記者フォカヌポー

リスナーから送られてきたゲストへの質問メールに、パーソナリティの百花繚乱扮するヲタ繚乱が質問をぶつけるコーナー。
- メシウマ!エピソード

リスナーの「メシウマ!」なエピソードを紹介するコーナー。メシウマな内容には茶碗を箸で叩く効果音が流れる。メシウマの意味はインターネットスラングにおける他人の不幸を意味したり、何かを揶揄する表現であるが、ここでは小ネタ程度のものしか扱わない。

## イベント
「wktkの枠 リアルpresents wktkの夏〜百花繚乱と二宮係長がカルカルにやってきた〜」
2015年8月5日、東京カルチャーカルチャーにて開催。ゲストは赤飯、ポンデ王子、DJシーザー、白石稔。